# Bunny Ahearne
John Francis Ahearne, detto Bunny (Wexford, 19 novembre 1900 – Toddington, 11 aprile 1985), è stato un dirigente sportivo irlandese.
È stato Presidente della International Ice Hockey Federation (IIHF) per tre periodi: dal 1957 al 1960, dal 1963 al 1966 e dal 1969 al 1975. Dal 1971 al 1982 è stato Presidente della British Ice Hockey Association (BIHA).